# Mariáš
Mariáš (Máriash), es un juego de bazas para tres jugadores. Es uno de los juegos de cartas más populares en la República Checa y Eslovaquia, pero también se juega en Baviera en Alemania y en Austria.

## Variantes en Chequia
- Lízaný mariáš (sacado) - para dos jugadores, muy similar a juego de cartas alemán viejo, Mariage y el polaco Tysiąc (Mil)

- Volený mariáš (escogido) - para tres jugadores, el jugador mano determina el palo de triunfo, los otros jugadores defienden juntos en equipo

- Křížový mariáš (de cruz) - cuatro jugadores, 8 bazas, el jugador mano determina el palo de triunfo y llama (elige) una carta de triunfo para encontrar su compañero, los otros dos llegan a ser defensores)

- Licitovaný mariáš (subastado) - tres jugadores, primero la fase de subastas, el jugador con cartas más fuertes elige el juego, los otros dos jugadores llegan a ser la defensa

## Palos y orden de valores
Se juega con 32 cartas alemanas: A (as), 10, R (rey), S (superior), I (inferior), 9, 8, 7 en cuatro palos (la carta 10 es más alta que el rey, excepto los juegos Betl y Durch):
| Bellotas         | Hojas (Verdes) | Corazones (Rojas) | Campanas |
| Palo de bellotas | Palo de hojas  |                   |          |

## Reglas básicas
1. Seguir el mismo palo en la baza
2. Jugar una carta más alta para rematar (conseguir) la baza
3. En caso de no tener una carta del mismo palo, jugar una carta de triunfo
4. En caso de no poder rematar la baza, jugar una carta más baja o de otro palo

## No se mezcla
Al comienzo del juego, se mezclan las cartas y a partir de ahí no se vuelven a mezclar. La violación de esta regla se considera una transgresión (llamado "renonc"). Después de que se ha jugado un juego, se rota el turno por una posición y el jugador que ahora es el "repartidor" tiene el derecho exclusivo de cortar las cartas que aún están en las pilas en la baraja (no debe mezclar las cartas) y colocar a todas las 32 cartas en el mazo en frente del otro jugador y pedirle que corte. Se corta de tal forma que debe sacar al menos dos cartas (de arriba o de abajo).

## Reparto
- 7-5-5-5-5-5 en Volený mariáš (el jugador mano elige el palo de triunfo cuándo tiene siete tarjetas a mano, después toma la segunda parte - las otras cinco cartas, luego elige y pone dos cartas aparte)

- 4-4-4-4-4-4-4-4 en Křížový mariáš (el jugador mano elige el palo de triunfo cuándo tiene cuatro tarjetas a mano)

- 5-5-5-2-5-5-5 en Licitovaný mariáš (el ganador de la subasta puede tomar las dos cartas de la mesa (talón) y dejar otras dos tarjetas y entonces comienza a jugar).

## Puntuación
- As = 10 puntos, 10 = 10 puntos, la última baza = 10 puntos (en total 90 puntos)
- Mariáš (R+S del mismo palo en la mano de un jugador) palo de triunfo 40 puntos, otros palos 20, 20, 20 puntos (100 puntos extra, 190 puntuación máxima)
- Empate (la misma puntuación) no es posible

## Juegos especiales
- Betl (no ganar ninguna baza) o Durch (ganar todas las bazas) son juegos especiales incorporados (se evita el juego por puntos, una buena posibilidad de ganar contra cartas fuertes)
- 7 (el siete) – ganar la última baza con el triunfo más bajo
- 100 (cien) – obtener puntuación de 100 puntos o más (90 puntos del juego, se necesita 60+40 con mariáš de triunfo o 80+20 mariáš de otro palo)
- 107 (cientosiete) - la combinación del siete y cien

"Flek!" (la respuesta de los defensores después del anuncio del juego) duplica la apuesta. El jugador mano puede responder con "Re", etc.

En caso de que el palo de triunfo es el de corazón, también se duplica la apuesta.